# Д-30 (двигун)
Турбореактивний двигун Д-30 був розроблений в АТ «ОДК-Авіадвигун» в 1963 (I серія) для пасажирського літака Ту-134. Встановлювався у 1965-69 роках. З 1970 на Ту-134А встановлювався Д-30 II серії, який вже мав реверс. Серійне виробництво двигуна було організовано на Пермському та Рибінському моторобудівних заводах у 1972 році. Надалі двигун неодноразово доопрацьовувався та модифікувався.
На 2011 рік у світі експлуатувалося 220 двигунів Д-30 II/III серій, у 2011 їх напрацювання склало 114005 годин. Загальне напрацювання за всю історію склало 30 891 800 годин. У 2011 році напрацювання на дострокове знімання двигуна за конструктивно-виробничими дефектами, склало 57 003 години, що в 9,5 рази вище нормативного показника (6 000 годин).

## Конструкція
Д-30 двоконтурний двигун виконаний за двовальною схемою і складається з компресора, розділового корпусу з коробками приводів агрегатів, камери згоряння, турбіни і вихідного пристрою. Починаючи з двигуна Д-30 II серії, всі модифікації оснащені реверсивним пристроєм. Запуск двигуна автоматичний, здійснюється від повітряного стартера. Система запалення електронна, включає агрегат запалення та 2 напівпровідникові свічки поверхневого розряду. Олійна система автономна, нормально замкнута, циркуляційна. Усі агрегати масляної системи розташовані на двигуні. Двигун працює на авіаційному пальному марок Т-1, ТС-1, РТ.

У 2011 році напрацювання на дострокове знімання двигуна за конструктивно-виробничими дефектами, склало 57 003 години, що в 9,5 рази вище нормативного показника (6 000 годин).

## Модифікації
Базова модель Д-30 (ПС-30) неодноразово модернізувалась без зміни назви моделі. Проте розрізняють 3 серії базового двигуна Д-30. Порівняння серій наводиться у таблиці.
| Параметр | Серія I     | Серія II          | Серія ІІІ            |
| --- | ----------- | ----------------- | -------------------- |
| Тяга, кгс: — злітний режим T H = +15 °C, PH = 730 мм рт. ст., H = 0 — крейсерський режим Н = 11 км, М = 0,8 | 6800 1300   | 6800 (68 кН) 1300 | 6934 1450            |
| Питома витрата палива, кг/кгс год                                                                           | 0,770       | 0,775             | 0,790                |
| Питома витрата олії трохи більше, кг/ч                                                                      | 1           | 1                 | 1                    |
| Температура повітря біля землі для запуску та роботи, оС                                                    | -50 ... +50 | -50 ... +50       | -50 ... +50          |
| Довжина двигуна, мм                                                                                         | 3984        | 4734              | 4836                 |
| Діаметр вентилятора по кінцях робочих лопаток, мм                                                           | 1050        | 1050              | 1050                 |
| Суха маса, кг                                                                                               | 1550        | 1765              | 1810                 |
| Поставна маса, кг                                                                                           | 1712        | 1944              | 1980                 |
| Рік початку експлуатації на пасажирських перевезеннях                                                       | 1967        | 1970              | 1982                 |
| Встановлювався на літаки                                                                                    | Ту-134      | Ту-134А           | Ту-134А-3, Ту-134Б-3 |

- Д-30-10В і Д-30В-12 — двигуни для висотного розвідувального літака М-55.
- Д-30В — турбувальний для проекту вертольота В-12М.
- Д-30КП — двигун з реверсивним пристроєм для літаків сімейства Іл-76 та його модифікацій А-50 та Іл-78. Спільного із двигунами Д-30 для літаків Ту-134 не має. Д-30КП другої серії на Іл-76МД у новгородському аеропорту Кречевиці
  - Д-30КП-2, Д-30КП-Л [5]

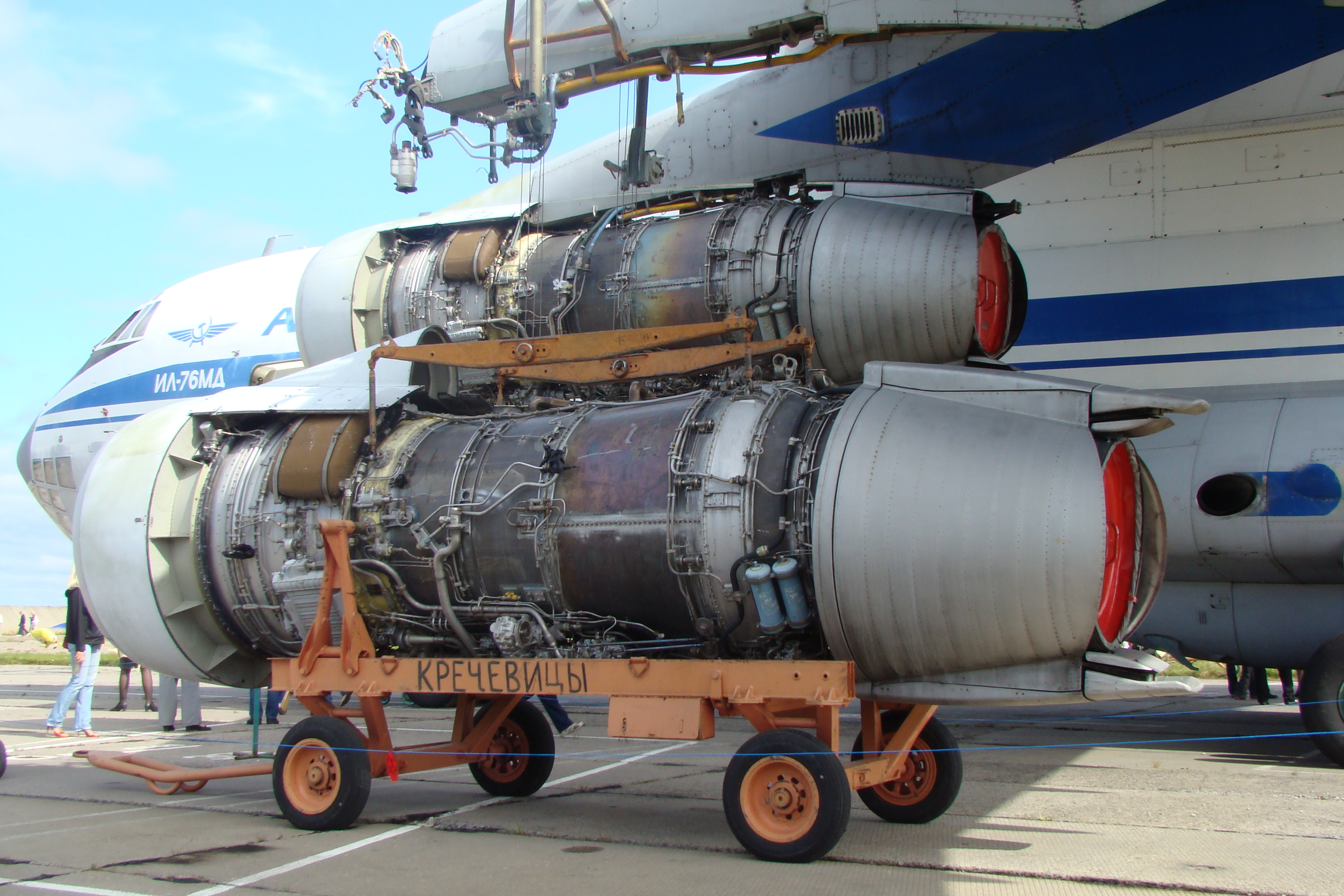
Д-30КП другої серії на Іл-76МД у новгородському аеропорту Кречевиці

  - WS-18 - китайська копія Д-30КП-2. Встановлюється на транспортник Xian Y-20 та бомбардувальник H-6K[6]. Проте у 2016 році стало відомо про контракт на постачання великої партії Д-30КП-2 до Китаю[7].
  - Д-30КП-3 "Бурлак" - глибоко модернізований у 2000-х роках в НВО "Сатурн" турбовентиляторний двигун[8]. Відрізняється новим вентилятором, збільшеним більш ніж в 1,5 рази ступенем двоконтурності[8], збільшеною на 1 тонну тягою, на 11% знижено витрату палива. Відповідає нормам четвертого розділу ІКАО щодо шуму та емісії шкідливих речовин[9].
  - Д-30КПВ - двигун для А-40 "Альбатрос"[5].

Таблиця параметрів двигуна Д-30КП різних серій. Джерело:
| Параметр                                                               | Серія I    | Серія II    | Серія ІІІ   |
| ---------------------------------------------------------------------- | ---------- | ----------- | ----------- |
| Тяга, кгс: — злітний режим— крейсерський режим                         | 12000 2750 | 12000 2750  | 13000       |
| Ступінь двоконтурності                                                 | 2,36       | 2,24        |             |
| Питома витрата палива, кг/кгс год: — злітний режим— крейсерський режим | 0,5 0,7    | 0,510 0,705 | 0,404 0,645 |
| Довжина двигуна, мм                                                    |            | 5448        | 5734        |
| Діаметр вентилятора, мм                                                |            | 1560        | 1775        |
| Маса двигуна, кг                                                       | 2640       | 2650        |             |

- Д-30КУ — двигун з тягою 11500 кгс. Встановлювався на Ту-154М та Іл-62М. З двигунами Д-30 літаків Ту-134 не має спільного. Д-30КУ-154 у Будапешті

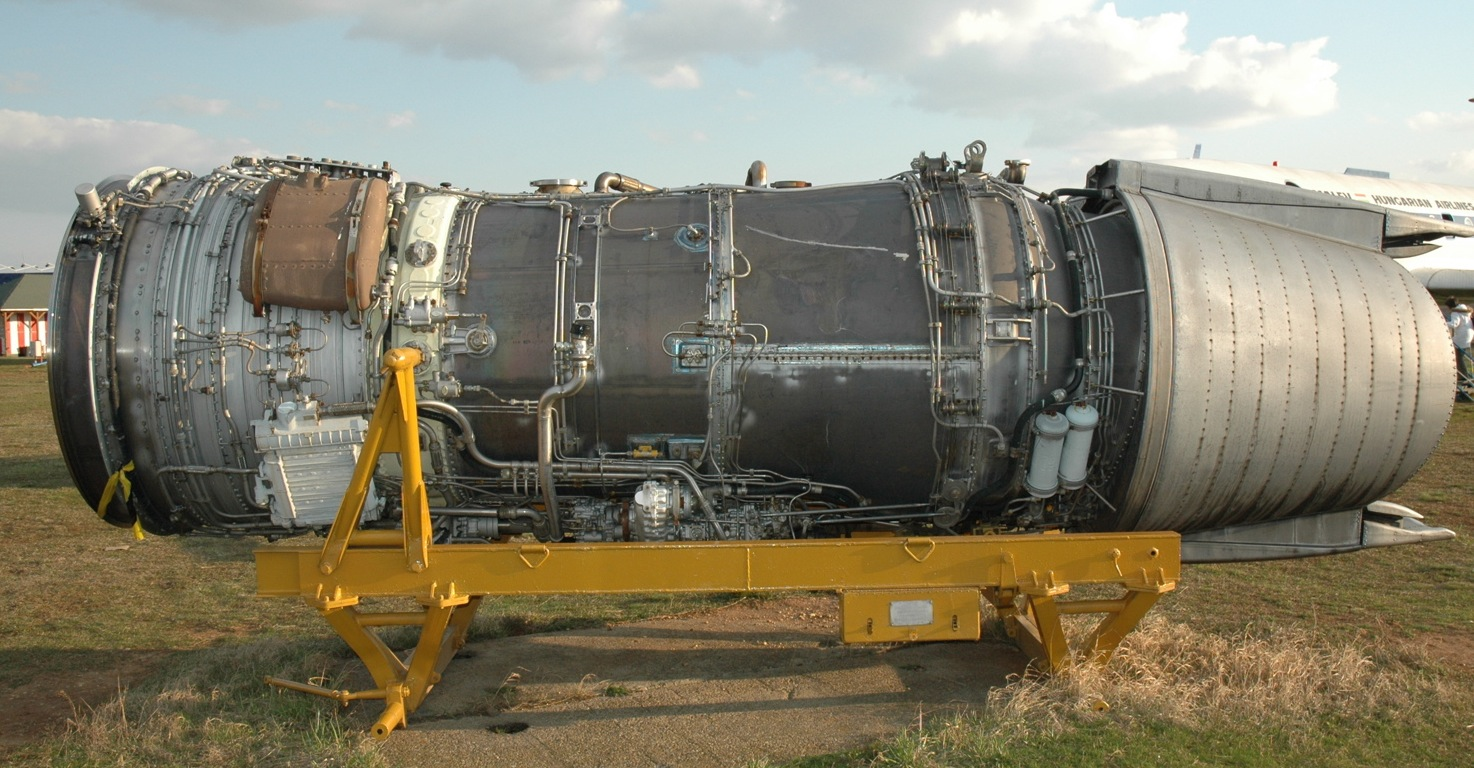
Д-30КУ-154 у Будапешті

  - Д-30КУ-154 — двигун для Ту-154М. Збільшено ресурс рахунок зниження тяги до 11000 кгс. У 2003 році розроблено малоемісійну камеру згоряння, що дозволяє знизити рівень шуму. У двигуні Д-30КУ-154 3 серії ресурс підвищено на 800 годин, за рахунок зниження температури на 20 До чим у Д-30КУ-154 2 серії, гарантійний міжремонтний ресурс 3000 годин (1386 циклів), призначений ресурс 15000 годин (7000 циклів)
- Д-30Ф-6 – значно перероблена версія з форсажною камерою для перехоплювача МіГ-31. Максимальна тяга на форсажі 15,5 тс.

## Виробництво
Усього за час виробництва було виготовлено близько 8000 двигунів.
У 2015 році на Пермському моторному заводі виробили 11 двигунів промислового застосування на базі Д-30, в 2016 році планується зробити ще 15 таких двигунів.
У січні 2020 року стало відомо, що за період 2009—2020 років Китай придбав 463 двигуни Д-30КП-2. Постачання продовжаться і в 2020 році.